# サハーランプル
サハーランプル（ヒンディー語：सहारनपुर、ウルドゥー語: سهارنپور 、Saharanpur）は、インド北部のウッタル・プラデーシュ州の都市であり、自治都市（Municipal Corporation）である。サハーランプル県の県都である。町の歴史はムガル帝国時代に遡れ、ハリヤーナー州やウッタラーカンド州の州境近くに位置し、小麦や果物の豊富な収量で有名なとても肥沃な農業地域に囲まれており、ウッタル・プラデーシュ州で最も盛況な都市のひとつである。サハーランプルは木彫り細工の家内工業で世界的に有名である。